# Gene Ammons
Gene Ammons (Chicago, 1925. április 14. – Chicago, 1974. augusztus 6.) amerikai tenorszaxofonos.

## Pályakép
Középiskolás korában Walter Dyettől tanult zenét. 18 éves korában trombitált King Kolax zenekarában. 1944-ben csatlakozott a Billy Eckstine együtteséhez. Charlie Parker, majd Dexter Gordon mellett játszott. Később Miles Davis és Sonny Stitt partnere volt.
1949-ben Stan Getzet váltotta fel Woody Herman második zenekarában. 1950-ben duettet hozott létre Sonny Stittel.
1955-ös nagy sikere a The Happy Blues. Akkoriban Donald Byrd, Jackie McLean, John Coltrane, Kenny Burrell, Mal Waldron, Art Farmer, Duke Jordan partnere volt.
Kábítószer birtoklása miatt kétszer ítélték börtönbüntetésre, először 1958-tól 1960-ig, majd 1962-től 1969-ig ült börtönben emiatt. Második szabadon bocsátása után aláírta a legnagyobb szerződését Bob Weinstock producerrel (Prestige Records).

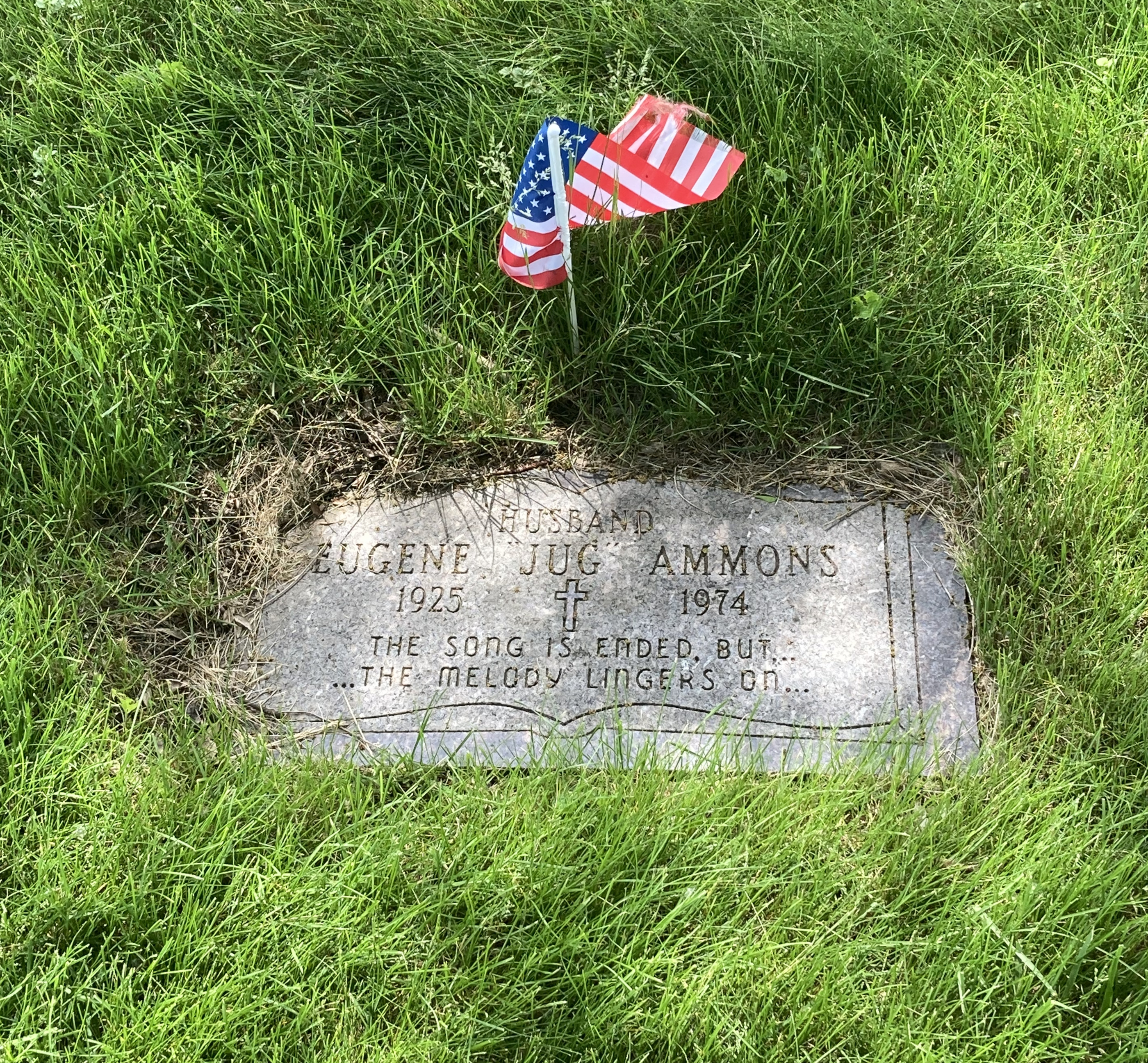
Ammons végső nyughelye a Lincoln temetőben (Blue Island)

## Lemezeiből
- Young Jug, 1948–1952, Chess
- Blues Up and Down, 1950, Prestige
- The Happy Blues, 1956, Prestige
- Blue Gene, 1958, Prestige, Original Jazz Classics
- Boss Tenor, 1960, Prestige
- Groovin’ with Jug, 1961, Pacific Jazz Records
- Boss Tenors, 1961, Verve
- Bad! Bossa Nova, 1962, Prestige
- The Boss Is Back!, 1969, Prestige
- Goodbye, 1974, Prestige
- Goodbye (Prestige, 1975)
- Swinging the Jugg (Roots, 1976)
- Blue Groove (Prestige, 1982)
- Night Lights (Prestige, 1985)